# Хуаннихэ (приток Маихэ)
Хуаннихэ́ (кит. упр. 黄泥河), в верхнем течении также называемая Хуанъюйхэ́ (кит. упр. 黄玉河) — река в китайской провинции Хэйлунцзян.

## География
Река (в верховьях называемая «Хуанюйхэ») берёт своё начало в городском уезде Шанчжи, и течёт на северо-запад и север. В районе посёлка Юаньбаочжэнь она переходит на территорию уезда Яньшоу, пересекает его с юга на север, и напротив основной урбанизированной части уезда впадает в Маихэ возле деревни Яньхэцунь волости Юйхэсянь.